# Joseph Lebeau
Jean Louis Joseph Lebeau (Hoei, 2 januari 1794 – aldaar, 19 maart 1865) was lid van het Nationaal Congres, Belgisch liberaal volksvertegenwoordiger en eerste minister.

## Levensloop
De vader van Lebeau was een bescheiden juwelier en hij bestemde Joseph voor het priesterschap. Daarom werd hij, toen hij zeven werd, geplaatst bij een oom, die pastoor was in Hannuit. De geestelijke staat trok Lebeau niet aan en na enkele jaren was hij weer in Hoei en werd er bediende bij de registratie. Tegelijk begon hij studies in de rechten aan de universiteit van Luik en slaagde er met enige moeite in om het doctoraat te verwerven (1819). Hij begon toen als advocaat-stagiair bij de Franse réfugié Teste in Hoei en vestigde zich weldra in Luik, waar hij al snel bekendheid verwierf door zijn pleidooien in strafzaken. Begin 1824 verloor hij stilaan de lust voor de advocatuur en stichtte, samen met Paul Devaux, Firmin Rogier, Charles Rogier en anderen, een tijdschrift onder de naam Mathieu Laensbergh waarin hij zijn ideeën over politieke aangelegenheden kon publiceren.
Het blad werd een succes. Het werd snel een van de leidende oppositiebladen in de Belgische provincies. De medewerkers schreven elk in hun eigen stijl: Lebeau met eloquentie, Devaux met grote logica, Van Hulst met eruditie, Charles Rogier met speelse fantasie. Verder waren daar ook nog Jean-Baptiste Nothomb, Firmin Rogier, Teste, Hennequin en anderen die er samen een aantrekkelijk blad van maakten.
In 1828 doopten ze het blad om in Le Politique. Alle medewerkers behoorden tot de liberale strekking, maar beseften dat ze de politieke oppositie niet alleen konden voeren en succes bereiken vereiste dat ze een alliantie zouden sluiten met de katholieken of klerikalen. Die eenheid zou weldra tot stand komen. Toen Louis de Potter in een brochure de noodzaak van het unionisme bepleitte, werd hij door Le Politique bijgetreden. De regering keek streng toe en goedkeurende woorden voor de doelstellingen van de veroordeelde De Potter, hadden tot gevolg dat de schrijvers van Le Politique voor de rechter werden gedaagd. Ze werden er verdedigd door de katholieke advocaat en later minister van Justitie Jean Raikem. De plotse evolutie in de toestand maakte dat het proces uitgesteld werd en uiteindelijk niet doorging.

## De Belgische revolutie
Toen kwamen de revolutiedagen. Rogier trok naar Brussel met Luikse troepen. Lebeau bleef in Luik publiceren en tot kalmte aanmanen. Hij werd opgeroepen om deel uit te maken van de Veiligheidscommissie die door gouverneur Sandberg werd opgericht om de rust te handhaven. Zodra het Voorlopig Bewind aan de macht kwam, werd Lebeau benoemd tot advocaat-generaal bij het hof van beroep in Luik. Tegelijk werd hij door de kiezers van het arrondissement Hoei naar het Nationaal Congres afgevaardigd en zodra in Brussel aangekomen zette hij zich aan het werk, samen met vooral Devaux en J.-B. Nothomb, om een ontwerp van Grondwet te schrijven.
Op 10 november begon het Nationaal Congres zijn werkzaamheden. Lebeau was er onmiddellijk een van de belangrijkste en meest beluisterde leden van. In de levendige debatten was het altijd, behalve in twee gevallen, zijn stelling en zienswijze die het haalde.

## Een grote carrière
Na de periode van het Nationaal Congres was hij volksvertegenwoordiger van 1831 tot 1864, eerst in Hoei (1831-1833), dan in Brussel (1833-1848) en vervolgens weer in Hoei (1848-1864).
In 1831 werd hij minister van Buitenlandse Zaken in de regering van Etienne de Sauvage, die hij domineerde. Hij verzette zich tegen een koningskeuze uit het regerende Franse huis. In 1832-1834 werd hij in de Regering-Goblet-Lebeau minister van Justitie. Lebeau en Rogier vernamen dat achter hun rug onderhandelingen plaatsvonden voor een nieuw kabinet, waar De Mûelenaere en De Theux bij betrokken waren en ze namen ontslag.
Hij werd provinciegouverneur in Namen en in 1838 ambassadeur bij de Duitse Bond in Frankfurt maar dat kon hij niet lang volhouden, bij gebrek aan een persoonlijk fortuin. Hij werd opnieuw gouverneur en bleef ook parlementslid.
In april 1840, als gevolg van de zaak-Van der Smissen, stemde hij, samen met Rogier tegen de regering. Ze namen ook allebei ontslag uit hun functie van gouverneur. Generaal Van der Smissen was in 1831 vanwege een orangistische staatsgreep gedegradeerd en verbannen. Op basis van het in voege getreden Verdrag der XXIV artikelen kon hij van een amnestie genieten, werd hij terug in het leger opgenomen en kreeg hij een soldij uitbetaald. Om deze reden stemde een meerderheid in de Kamer tegen de voorgestelde begroting van Defensie. Het kabinet viel. Lebeau werd belast met de vorming van een nieuwe regering en hij maakte er het eerste homogeen liberaal kabinet van, met Charles Rogier, Charles Liedts, Mathieu Leclercq, Edouard Mercier en Gérard Buzen. Hijzelf nam de portefeuille op van Buitenlandse Zaken. Een jaar nadien moest hij aftreden na katholieke aanvallen in het parlement, vooral in de Senaat.
Tijdens haar korte bestaan liet de regering Lebeau enkele belangrijke wetten goedkeuren:
- wet van 8 januari 1841 over het tweegevecht, die voortaan verboden waren[1] (afgeschaft in 2005[2]);
- wet van 16 maart 1841 op de kamers van koophandel;
- wet van 10 april 1841 op de buurtwegen (onkosten voor de helft ten laste van de staat en voor de helft van de gemeente, met stijgende aanleg van plaatselijke verbindingen tot gevolg).[3]

In 1857 werd Joseph Lebeau door de regering-Rogier III benoemd tot minister van Staat.
Hij was verder ook nog
- lid van de vrijmetselaarsloge L'Atelier des Amis de la Parfaite Intelligence vanaf 1814);
- ondervoorzitter van de bestuursraad van het Koninklijk Muziekconservatorium in Brussel;
- lid van de jury voor het diplomatiek examen bij het ministerie van Buitenlandse Zaken.

## Eerbetoon
- Een beeld van Lebeau staat opgesteld in de Belgische Senaat.
- De stad Hoei heeft een standbeeld van hem opgericht.
- In de gemeente Sint-Pieters-Woluwe is er een standbeeld voor hem opgericht op de Square Joseph Lebeau, nabij de Tervurenlaan
- Er is een Rue Joseph Lebeau in Brussel en in Luik en een Avenue Joseph Lebeau in Hoei.